# Marjorie Merriweather Post
Pour les articles homonymes, voir Post.
Marjorie Merriweather Post, née le 15 mars 1887 à Springfield, dans l'État de l'Illinois et décédée le 12 septembre 1973, à Washington, D.C. est une femme d'affaires américaine, socialite, philanthrope et propriétaire de General Foods.
Elle utilise une grande partie de sa fortune pour collectionner des œuvres d'art, en particulier de l'art russe pré-révolutionnaire, dont une grande partie est aujourd'hui exposée au Hillwood Estate, Museum & Gardens, le musée qui est sa propriété à Washington, D.C.
Elle est également connue pour son manoir, Mar-a-Lago, à Palm Beach, en Floride, qui, après sa mort, devient un centre de villégiature appartenant à l'homme d'affaires et président des États-Unis, Donald Trump.

## Jeunesse
Marjorie Merriweather Post est née à Springfield, dans l'Illinois. Elle est la fille et unique enfant de Charles William Post et Ella Letitia Merriweather.
À 27 ans, à la mort de son père, en 1914, elle devient propriétaire de la société Postum Cereal Company, fondée en 1895 et qui connaît une croissance rapide. Elle est, par la suite, la femme la plus riche des États-Unis, avec une fortune d'environ 250 millions de dollars.
Elle fréquente le Mount Vernon Seminary and College (en), désormais le campus Mount Vernon de l'université George-Washington (GWU). Elle maintient une relation étroite avec son alma mater et est la première administratrice de l'établissement. Une collection de sa correspondance avec les administrateurs de Mount Vernon est conservée par le Centre de recherche des collections spéciales de la GWU. La collection complète des papiers personnels de Marjorie Merriweather Post, ainsi que ceux de son père, sont conservés par la Bentley Historical Library (en) de l'université du Michigan.

## General Foods Corporation
Marjorie Merriweather Post devient propriétaire de la Postum Cereal Company, en 1914, après la mort de son père, et en est la directrice jusqu'en 1958. Avec son second mari E.F. Hutton, elle commence à développer l'entreprise et à acquérir d'autres entreprises alimentaires américaines telles que Hellmann's Mayonnaise, Jell-O, Baker's Chocolate (en), Maxwell House et bien d'autres encore. En 1929, la Postum Cereal Company est rebaptisée General Foods Corporation.
Lors d'un voyage sur son yacht, le Hussard (en), elle découvre les innovations de Clarence Birdseye à Gloucester (Massachusetts). Celui-ci a mis au point une nouvelle façon de conserver les aliments en les congelant. Marjorie Merriweather Post envisage les avantages futurs des aliments congelés et rachète la société de Birdseye, qui devient une réussite.

## Philanthropie
Marjorie Merriweather Post finance un hôpital de l'armée américaine, en France, pendant la Première Guerre mondiale et, des décennies plus tard, le gouvernement français lui décerne, en 1957, la Légion d'honneur, au rang de commandeur.
À partir de 1929, et tout au long de la Grande Dépression, elle finance et supervise personnellement une station de ravitaillement de l'Armée du salut à New York. Elle fait également don du coût du siège des Boy Scouts of America à Washington. Des années plus tard, en 1971, elle est l'une des trois premières à recevoir le Silver Fawn Award (en), décerné par les Boy Scouts of America. Le lac Merriweather, d'une superficie de 172 hectares, situé dans la réserve des scouts de Goshen (en), en Virginie, est baptisé en son honneur.
En 1966, à l'université Post de Long Island (en), elle devient la mère d'honneur du chapitre Gamma Delta de Zeta Beta Tau, accueillant souvent les frères de la fraternité lors de brunchs. Elle est aussi la mère de maison honoraire de la première fraternité locale du collège, Sigma Beta Epsilon, qui, en 1969, est devenue le chapitre New York Beta de Sigma Alpha Epsilon (en). Comme Marjorie Merriweather Post n'a donné naissance qu'à des filles, elle appelle la fraternité des gendres ses « garçons », tandis qu'ils l'appellent « Mère Marjorie ». Post est honorée par la fraternité Sigma Alpha Epsilon en tant que « Fille d'or de Minerva ».
Elle fait don de 100 000 dollars au Centre culturel national de Washington qui deviendra plus tard le Centre John F. Kennedy pour les arts du spectacle. En 1955, elle verse 100 000 dollars à l'Orchestre symphonique national pour des concerts gratuits, ce qui donne naissance aux Music for Young America Concerts, qu'elle finance chaque année. Le Merriweather Post Pavilion, un lieu de concert en plein air à Columbia, dans le Maryland, porte son nom.

## Style de vie

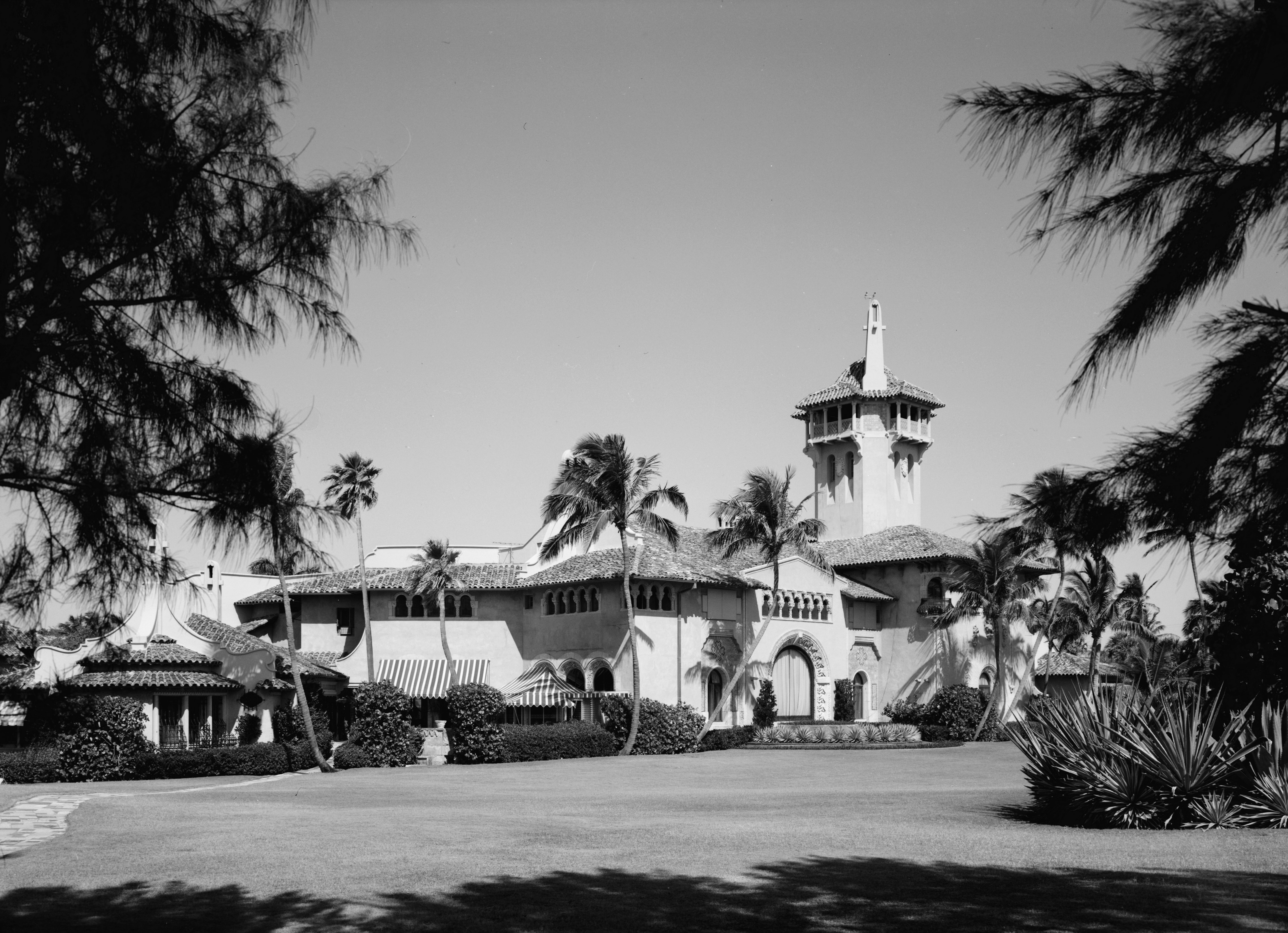
La résidence Mar-a-Lago (avril 1967).

### Bijoux
Certains des bijoux de Marjorie Merriweather Post, légués à la Smithsonian Institution à Washington, D.C., sont exposés dans l'exposition Harry Winston. Les pièces de la collection comprennent le collier de diamants Napoléon et le diadème Marie-Louise, un ensemble de colliers et de diadèmes en diamants et turquoises de 55 g que Napoléon Ier a offert à sa seconde épouse, l'impératrice Marie Louise, une paire de boucles d'oreilles en diamant serties en forme de poire, pesant 2,8 g et 4 g, ayant appartenu à la reine Marie-Antoinette, le diamant Blue Heart, une bague en diamant bleu en forme de cœur de 6,164 g ainsi qu'un collier et une bague en émeraude et diamant, ayant appartenu à l'empereur mexicain Maximilien,.

### Collection d'art russe
Au cours des années 1930, le gouvernement soviétique de Joseph Staline commence à vendre des trésors d'art et d'autres objets de valeur saisis à la famille Romanov et aux anciens aristocrates russes après la révolution russe, afin de gagner des devises fortes pour ses programmes d'industrialisation et d'armement militaire. Bien que ces œuvres aient été volées, les transactions effectuées par Post et son troisième mari, Joseph E. Davies, proviennent de l'autorité gouvernementale reconnue.
Ni Marjorie Merriweather Post ni Joseph E. Davies n'ont été impliqués dans la saisie initiale des objets. Des allégations ont ensuite fait surface selon lesquelles de nombreuses œuvres d'art de la galerie Tretiakov et d'autres collections auraient été données ou offertes au couple, tous deux collectionneurs d'art, à des prix symboliques. Davies aurait également acheté des œuvres d'art dérobées à des citoyens soviétiques bien après la révolution russe, y compris des victimes de la grande terreur de Staline, à des prix réduits par les autorités soviétiques,.
Beaucoup de ces objets, qui restent sous le contrôle du domaine de Post ou de ses agents, sont visibles à Hillwood, son ancien domaine. Hillwood a fonctionné comme un musée privé depuis la mort de Marjorie Merriweather Post et expose sa collection d'art français et russe, comprenant des œuvres de Fabergé, de la porcelaine de Sèvres, du mobilier français, des tapisseries et des peintures.

### Résidences et biens remarquables

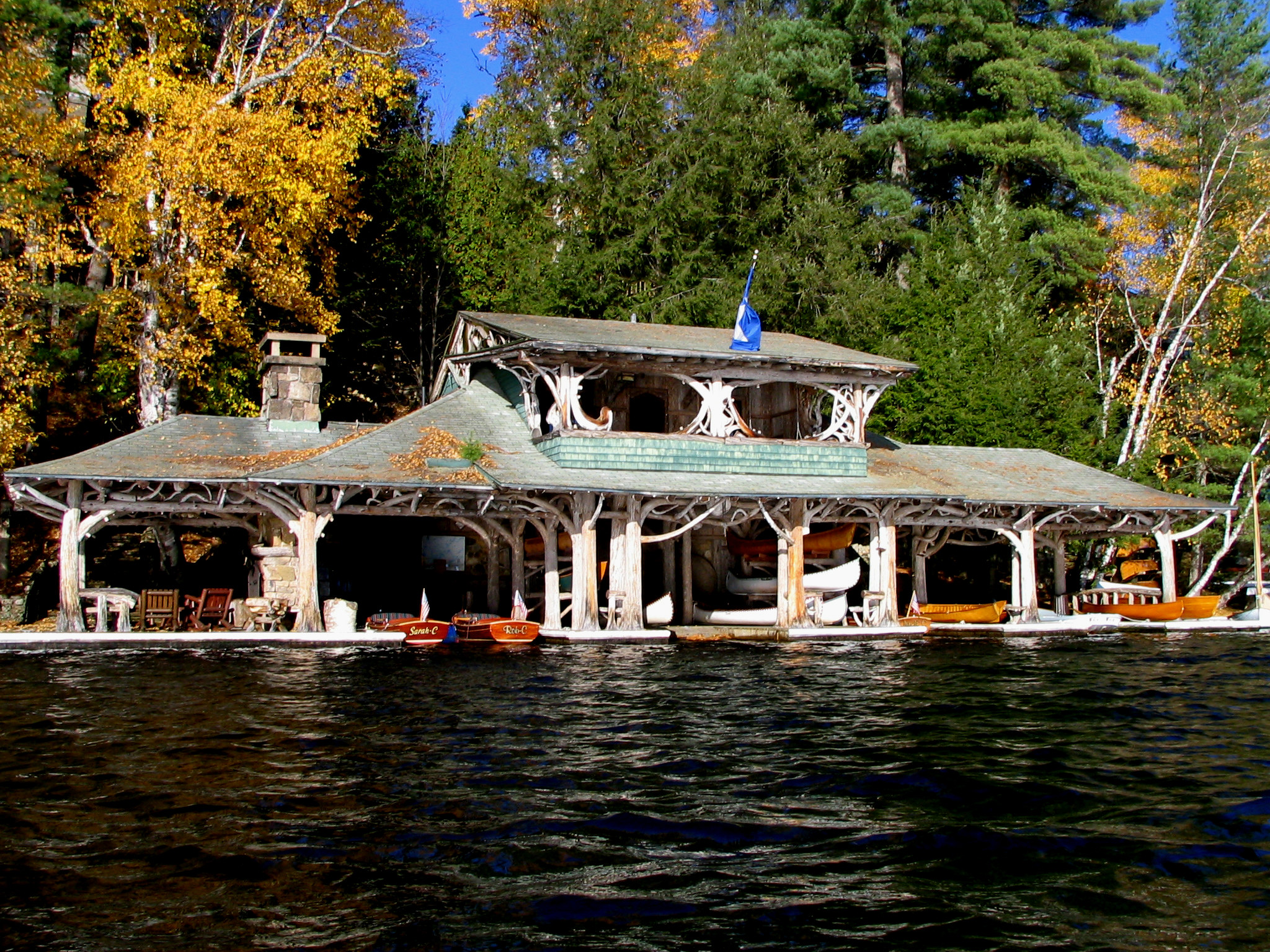
Le vieux hangar à bateaux du Camp Topridge.

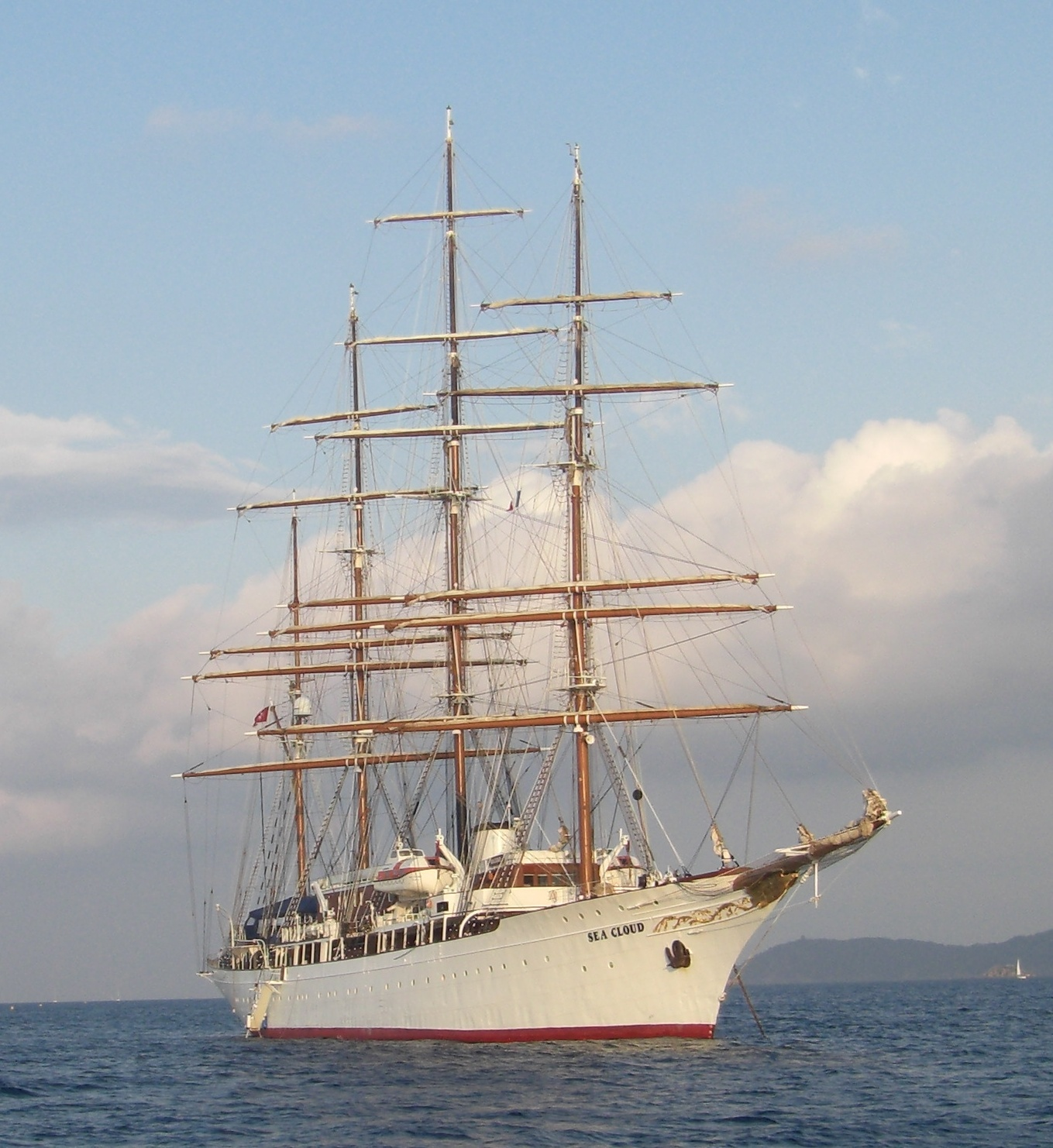
Le Sea Cloud.

- Mar-a-Lago (Palm Beach (Floride)) : Conçue par Marion Sims Wyeth (en) et Joseph Urban, Marjorie Merriweather Post légue Mar-a-Lago au gouvernement fédéral américain, en 1973, comme résidence officielle d'hiver pour les présidents et les dignitaires étrangers en visite. Le manoir n'a cependant pas été utilisé à cette fin, avant d'être déclaré monument historique national, en 1980[14].
- Hillwood Estate, Museum & Gardens (Washington (district de Columbia)) : Sert dorénavant comme musée privé depuis la mort de Marjorie Merriweather Post. Y est exposé sa collection d'art français et russe, comprenant des œuvres de Fabergé, de la porcelaine de Sèvres, du mobilier français, des tapisseries et des peintures[13].
- Camp Topridge (en) (Great Camps (en) - Monts Adirondacks - en bordure du Upper St. Regis Lake (en)) :  considéré comme une « retraite rustique »[15], il comprend un pavillon principal entièrement équipé et des cabines privées pour les invités, chacune avec son propre majordome. Le grand camp, construit en 1923, par Benjamin A. Muncil (en), comprend finalement près de 70 bâtiments, ainsi qu'une datcha russe, sur 300 acres. C'est l'un des deux seuls camps des Adirondacks à avoir été présenté dans le magazine Life.
- Sea Cloud (Hussar V) : ce yacht est conçu personnellement par Marjorie Merriweather Post et construit en 1931 pour remplacer le yacht original Hussar IV (en), pour elle et son second mari, Edward F. Hutton. C'était le plus grand yacht de mer privé du monde à l'époque[16]. Ils ont voyagé à travers le monde avec leur fille Nedenia pendant une partie de l'année. Après son divorce de Hutton, elle rebaptise le yacht Sea Cloud et continue à naviguer avec son nouveau mari, Joseph E. Davies, pour ses voyages d'ambassadeur en Union soviétique. Elle vend le yacht en 1955 au président de la République dominicaine, Rafael Trujillo.
- Hillwood (Long Island) (en) (Brookville (New York)) : Construit en 1922 à Brookville, New York, après que Marjorie Merriweather Post ait acheté et démoli l'ancien domaine de Warburton Hall, il a été conçu dans le style Tudor par l'architecte Charles Mansfield Hart. Post l'a vendu en 1951 à l'université de Long Island, et la propriété est devenue plus tard LIU Post. En 2005, il a été restauré et rebaptisé Winnick Hall pour abriter les bureaux de l'administration du campus et les locaux destinés aux événements[6].
- Pavillon d'Artois (Vaux-sur-Seine, France) : Hôtel particulier qu'elle acquiert en 1953, qui fût notamment la propriété du peintre français Hyacinthe Rigaud puis du comte d'Artois, futur Charles X, frère du roi Louis XVI. Après son décès, sa fille Eleanor Post Close hérite de la propriété, laquelle est ensuite transmise, après sa disparition en 2006, à son fils unique, Antal Post Bekessy, issu de son union avec l'écrivain János Bekessy, connu sous son nom de plume Hans Habe. Antal Post Bekessy en garde la propriété jusqu'à sa propre disparition en 2015. La riche collection de mobilier qui garnissait les lieux est dispersée par une vente aux enchères, orchestrée par la maison Sotheby's en 2017, puis la bâtisse est finalement vendue en 2021.

## Vie personnelle

### Mariages

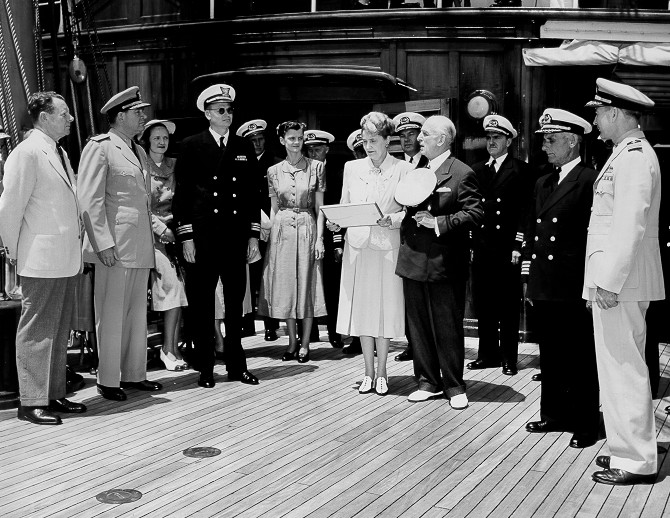
Marjorie Merriweather Post et son mari l'ambassadeur Joseph E. Davies (au centre), avec Carlton Skinner, lors de la présentation, en juin 1948, d'un fanion de la réserve navale à bord de son yacht Sea Cloud.

Marjorie Merriweather Post s'est mariée à quatre reprises :
- Edward Bennett Close : En 1905, elle et le banquier d'affaires Edward Bennett Close de Greenwich, Connecticut, se marient et ils divorcent en 1919. Ensemble, ils ont eu deux filles[13] :
  - Adelaide Close (1908-1998), qui s'est mariée à trois reprises[12] : Thomas Wells Durant, Merrall MacNeille et Augustus Riggs IV.
  - Eleanor Post Close (1909-2006), connue plus tard dans les médias sous le nom d'Eleanor Post Hutton, s'est mariée six fois[12]: le réalisateur Preston Sturges, Étienne Marie Robert Gautier, George Curtis Rand, Hans Habe, Owen D. Johnson (fils de l'auteur Owen Johnson) et le chef d'orchestre Léon Barzin.
- Edward F. Hutton : Marjorie Merriweather Post se marie une seconde fois, en 1920, avec le financier Edward Francis Hutton. En 1923, il devient président du conseil d'administration de la Postum Cereal Company et ils développent une plus grande variété de produits alimentaires, dont les surgelés Birdseye. La société devient la General Foods Corporation, en 1929. Post et Hutton divorcent en 1935. Ils ont eu une fille :
  - Nedenia Marjorie Hutton (1923-2017), mieux connue sous son nom d'actrice Dina Merrill[13].
- Joseph E. Davies :  En 1935, Marjorie Merriweather Post épouse son troisième mari, Joseph E. Davies, un avocat de Washington D.C. Ils n'ont pas d'enfants et divorcent en 1955. De 1937 à 1938, dans une période cruciale qui a précédé la Seconde Guerre mondiale, Davies est ambassadeur américain en Union soviétique, dirigée à l'époque par Joseph Staline. Pendant cette période, Davies et Post acquièrent de nombreuses œuvres d'art russes de grande valeur auprès des autorités soviétiques.
- Herbert A. May : Le dernier mariage de Marjorie Merriweather Post, en 1958, est avec Herbert A. May, un riche homme d'affaires de Pittsburgh et l'ancien maître des chiens de chasse du Rolling Rock Hunt Club de Ligonier, en Pennsylvanie. Ce mariage se termine par un divorce, en mai 1964 et elle reprend ensuite le nom de Marjorie Merriweather Post[13].

### Décès
Marjorie Merriweather Post décède dans sa propriété de Hillwood à Washington DC, le 12 septembre 1973, après une longue maladie et elle y est enterrée. Elle laisse la plus grande partie de sa succession à ses trois filles, Adelaide Close, Eleanor Post Close et Nedenia Hutton.

## Culture populaire
Marjorie Merriweather Post apparaît comme un personnage du film Mission à Moscou (1943), joué par Ann Harding.
Elle est jouée par Morgan Bradley dans le documentaire The Food that Built America (2019).
En 2008, un film basé sur le long métrage du New York Times Mystery on Fifth Avenue (en), décrivant la rénovation en compliquée d'un triplex, entrepris par Eric Clough et le cabinet d'architectes 212box, construit pour Marjorie Merriweather Post, dans les années 1920, est en cours de développement par J. J. Abrams.
Marjorie Merriweather Post est aussi un personnage dans la mini-série de 1987 Barbara Hutton, destin d'une milliardaire (en), joué par Anne Francis.

### Source de la traduction
- (en) Cet article est partiellement ou en totalité issu de l’article de Wikipédia en anglais intitulé « Marjorie Merriweather Post » (voir la liste des auteurs).